# Ralph S. Hurst
Ralph S. Hurst (* 10. März 1907 in Indiana; † 20. Februar 1972 in Sherman Oaks, Kalifornien) war ein US-amerikanischer Szenenbildner.

## Leben
Sullivan begann seine Karriere im Filmstab 1937 als Assistent in der Requisite bei den Dreharbeiten zu Norman Fosters Kriminalfilm Mr. Moto und der China-Schatz mit Peter Lorre in der Titelrolle. Bis 1950 war er an über 20 Spielfilmen tätig, darunter Kampf in den Wolken, Dreißig Sekunden über Tokio und Schnellboote vor Bataan. 1957 war er für die Literaturverfilmung Giganten zusammen mit Boris Leven für den Oscar in der Kategorie bestes Szenenbild nominiert, die Auszeichnung ging in diesem Jahr jedoch an den Musicalfilm Der König und ich. Zu seinen weiteren Filmen zählen John Sturges’ Hemingway-Verfilmung Der alte Mann und das Meer, der John-Wayne-Western  Rio Bravo und Peter Yates’ Actionfilm Bullitt.
1956 arbeitete Hurst erstmals für das Fernsehen und wechselte bis zu seinem Tode 1972 zwischen Film und Fernsehen. Zu seinen Engagements zählten hauptsächlich Fernsehserien, darunter die Westernserien Maverick, Sugarfoot, Lawman und Cheyenne, sowie die Krimiserien Hawaiian Eye und 77 Sunset Strip.

## Filmografie (Auswahl)
- 1937: Mr. Moto und der China-Schatz (Thank You, Mr. Moto)
- 1943: Kampf in den Wolken (A Guy Named Joe)
- 1944: Dreißig Sekunden über Tokio (Thirty Seconds Over Tokyo)
- 1945: Schnellboote vor Bataan (They Were Expendable)
- 1949: The Stratton Story
- 1950: Drohende Schatten (Shadow on the Wall)
- 1950: Die Letzten von Fort Gamble (Ambush)
- 1950: Blutiger Staub (The Outriders)
- 1951: Lassie und die Goldgräber (The Painted Hills)
- 1952: Die letzte Entscheidung (Above and Beyond)
- 1952: Frau in Weiß (The Girl in White)
- 1952: Stärker als Ketten (Carbine Williams)
- 1952: Verkauft und verraten (The Sellout)
- 1953: Verrat im Fort Bravo (Escape from Fort Bravo)
- 1954: Grünes Feuer (Green Fire)
- 1954: Spur in den Bergen (Track of the Cat)
- 1956: Giganten (Giant)
- 1958: Der alte Mann und das Meer (The Old Man and the Sea)
- 1958: Die Liebe der Marjorie Morningstar (Marjorie Morningstar)
- 1959: Rio Bravo
- 1961: 1000 Meilen bis Yokohama (A Majority of One)
- 1963: Sommer der Erwartung (Spencer’s Mountain)
- 1966: Höchster Einsatz in Laredo (A Big Hand for the Little Lady)
- 1968: Bullitt
- 1970: Der Indianer (Flap)
- 1971: Sadistico (Play Misty for Me)

## Auszeichnungen (Auswahl)
- 1957: Oscar-Nominierung in der Kategorie bestes Szenenbild für Giganten